# Opsiplanon ornatifrons
Opsiplanon ornatifrons är en insektsart som beskrevs av Ronald Gordon Fennah 1945. Opsiplanon ornatifrons ingår i släktet Opsiplanon och familjen vedstritar. Inga underarter finns listade i Catalogue of Life.